# Siziano

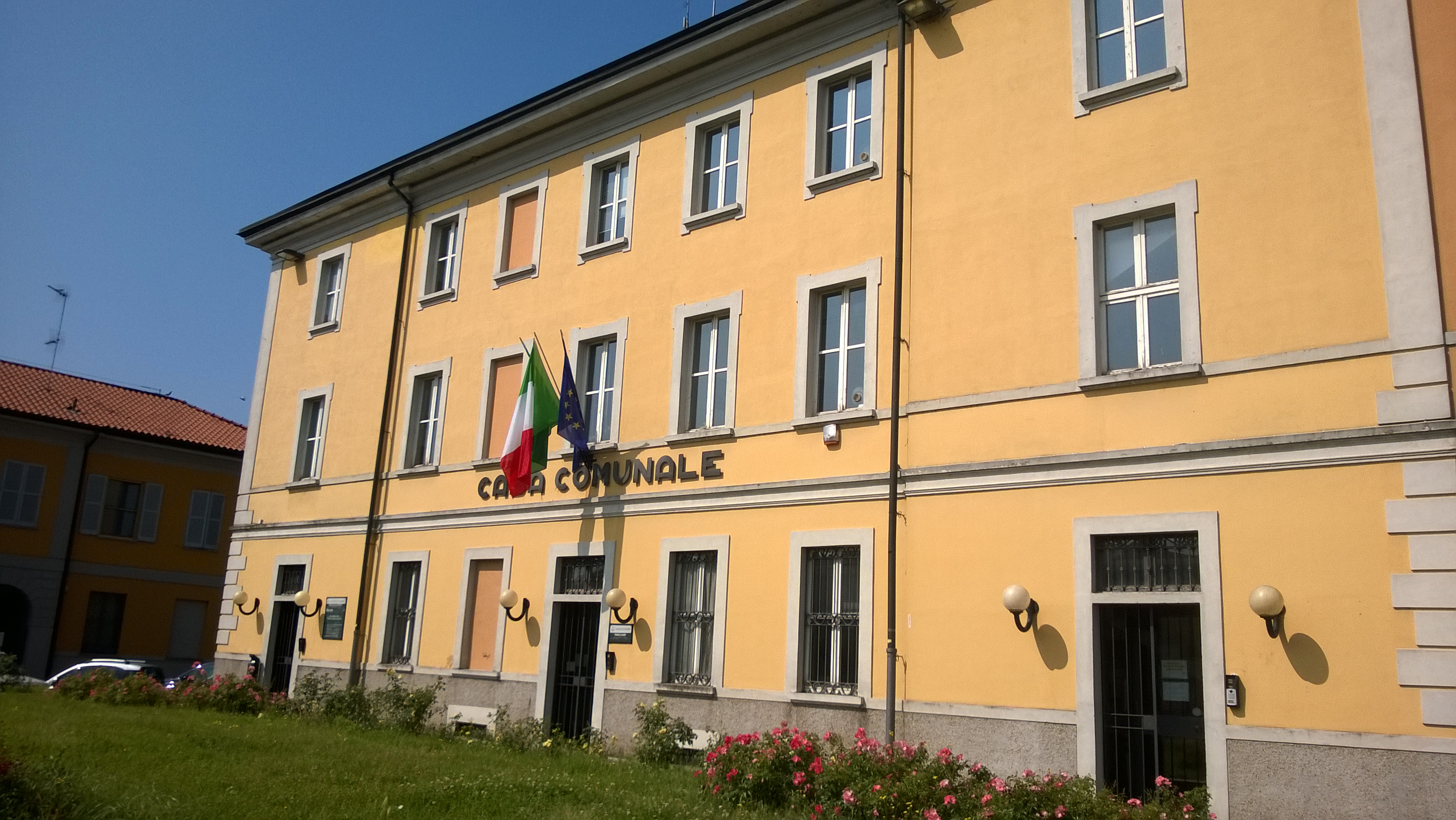
Comune di Siziano

Siziano là một đô thị ở tỉnh Pavia trong vùng Lombardia của Ý, có cự ly khoảng 15 km về phía nam của Milan và khoảng 15 km về phía bắc của Pavia.
Siziano giáp các đô thị sau: Bornasco, Carpiano, Lacchiarella, Landriano, Locate di Triulzi, Pieve Emanuele, Vidigulfo.